# Pergalumna remota
Pergalumna remota är en kvalsterart som först beskrevs av Hammer 1968.  Pergalumna remota ingår i släktet Pergalumna och familjen Galumnidae. Inga underarter finns listade i Catalogue of Life.